# Casa Aragón (Tetuán)
La Casa Aragón, también llamada Maison Aragon o Dar Aragon (en árabe : ' دار أرغون') es una casa histórica situada en la medina de Tetuán, Marruecos.
Se trata de una casa con patio de 12 pilares y arcos, correspondiente a la tipología tradicional del siglo XVIII.

## Historia
La Casa Aragón data del siglo XVIII y fue propiedad de una de las familias tetuaníes con origen andalusí más importantes. Fue restaurada como parte del programa de cooperación entre la Junta de Andalucía y la ciudad de Tetuán.
Fue ocupada por una institución benéfica, como residencia de invidentes, especialmente niños.